# Rufus King
Rufus King (24 de marzo de 1755 - 29 de abril de 1827) fue un diplomático y político estadounidense. Delegado al Congreso Continental y a la Convención de Filadelfia, firmó la Constitución de los Estados Unidos en 1787. Después de la formación del nuevo Congreso representó a Nueva York en el Senado. Surgió como miembro principal del Partido Federalista, sirviendo como el último nominado presidencial del partido en las elecciones presidenciales de 1816.
Hijo de un mercante próspero, estudió Derecho antes de alistarse a la milicia en la Guerra de Independencia. Ganó un escaño en la Corte General de Massachusetts en 1783 y en el Congreso de la Confederación el año siguiente. En la Convención de Filadelfia de 1787, surgió como un nacionalista principal, exigiendo poderes aumentados para el gobierno federal. Tras la convención, King volvió a Massachusetts, donde usó su influencia para asegurar que su estado ratificara la nueva Constitución. A instancias de Alexander Hamilton, abandonó su bufete y se mudó a Nueva York.
Ganó un escaño en el Senado en 1789, y permaneció allí hasta 1796. Ese año, aceptó el nombramiento de George Washington a la posición de Ministro a Gran Bretaña. Aunque King apoyaba a los federalistas de Hamilton, el presidente demócrata-republicano Thomas Jefferson lo mantuvo en su cargo. King sirvió como el candidato vicepresidencial de los Federalistas en las elecciones de 1804 y 1808, compitiendo sin éxito con Charles Cotesworth Pinckney de Carolina del Sur. En las elecciones de 1812, King ganó unos votos de federalistas que no estaban dispuestos a apoyar la candidatura de DeWitt Clinton. En 1813, volvió al Senado y permaneció allí hasta 1825.
King fue el nominado de facto de los federalistas en 1816, y perdió rotundamente contra James Monroe. Después de 1816, el Partido Federalista era difunto en el nivel nacional. No obstante, King permaneció en el Senado hasta 1825, siendo el último senador federalista. Después aceptó el nombramiento de John Quincy Adams a servir como embajador en Gran Bretaña, pero la enfermedad lo obligó a jubilarse, y murió en 1827.

## Biografía

### Primeros años
Nació el 24 de marzo de 1755, en Scarborough, localidad entonces perteneciente a Massachusetts que ahora está en Maine. Su padre era granjero y mercante próspero. En los disturbios causados por la Ley del sello de 1765, una muchedumbre saqueó su casa y le quemó el granero.

### Educación, carrera, y política temprana
King se matriculó en Dummer Academy (ahora The Governor's Academy) a la edad de doce. Más tarde se matriculó en Harvard College, donde se graduó en 1777. Empezó a estudiar Derecho, pero interrumpió sus estudios cuando se alistó en la milicia en 1778. Sirvió como ayudante de campo durante la Batalla de Rhode Island. Después de la campaña, volvió a ser aprendiz, y fue admitido en la abogacía en 1780. King fue elegido a la Corte General de Massachusetts en 1783 y sirvió hasta 1785. Massachusetts lo envió al Congreso de la Confederación de 1784 a 1787.

### Convención de Filadelfia
En 1787, King fue enviado a la Convención de Filadelfia.  A pesar de su juventud, "era uno de los oradores más capaces" y "se hizo un personaje principal del grupo nacionalista". Durante la Convención, King se aseguro de que no se pudieran mantener los Artículos de Confederación Trabajó en el comité que preparó el proyecto final de la Constitución de los Estados Unidos. Tras firmar la Constitución, volvió a casa para ocuparse de asegurar la ratificación de la Constitución.

### Política después de la Convención de Filadelfia
Después de sus experiencias tempranas durante la convención, King decidió cambiar su vocación, y abandonó su bufete y se mudó a Nueva York. Fue elegido a la Asamblea Estatal de Nueva York en 1789. Poco después fue elegido como senador de Nueva York. En 1795, King ayudó a Hamilton a defender el controvertido Tratado Jay escribiendo artículos en periódicos bajo un seudónimo. Renunció el 23 de mayo de 1796 después de ser nombrado ministro a Gran Bretaña por George Washington. Aunque King era federalista, el presidente demócrata-republicano Thomas Jefferson lo mantuvo en su posición hasta que King renunció en 1803.
Tras unos fracasos políticos, King fue el candidato vicepresidencial para los Federalistas en 1804 y 1808, pero no logró éxito en ningunas.
En las elecciones presidenciales de 1812, King obtuvo el 2 por ciento de los votos, pero poco después recibió una victoria política cuando fue reelegido al Senado en 1813.
En abril de 1816 se postuló para gobernador de Nueva York, pero perdió contra Daniel D. Tompkins. Ese mismo año volvió a ser el candidato de facto del Partido Federalista, y perdió otra vez contra James Monroe. King era el último candidato federalista para presidente. Cuando se postuló para reelección en 1819, se postuló como federalista aunque el partido estaba desmantelado, y ganó porque después de una ruptura en el Partido demócrata-republicano, ambos lados lo apoyaron para ganar votos de los ex federalistas. Durante su período en el Congreso, siguió oponiéndose a la esclavitud, la que denunciaba como un anatema contra los principios de la Declaración de Independencia y la Constitución. Se considera su mejor discurso uno que hizo contra la admisión de Misuri como estado esclavista en 1820.
Poco después de cumplir su segundo período en el Senado, King fue renombrado Ministro a Gran Bretaña, pero su declinante salud rápidamente lo obligó a jubilarse.

### Diplomático

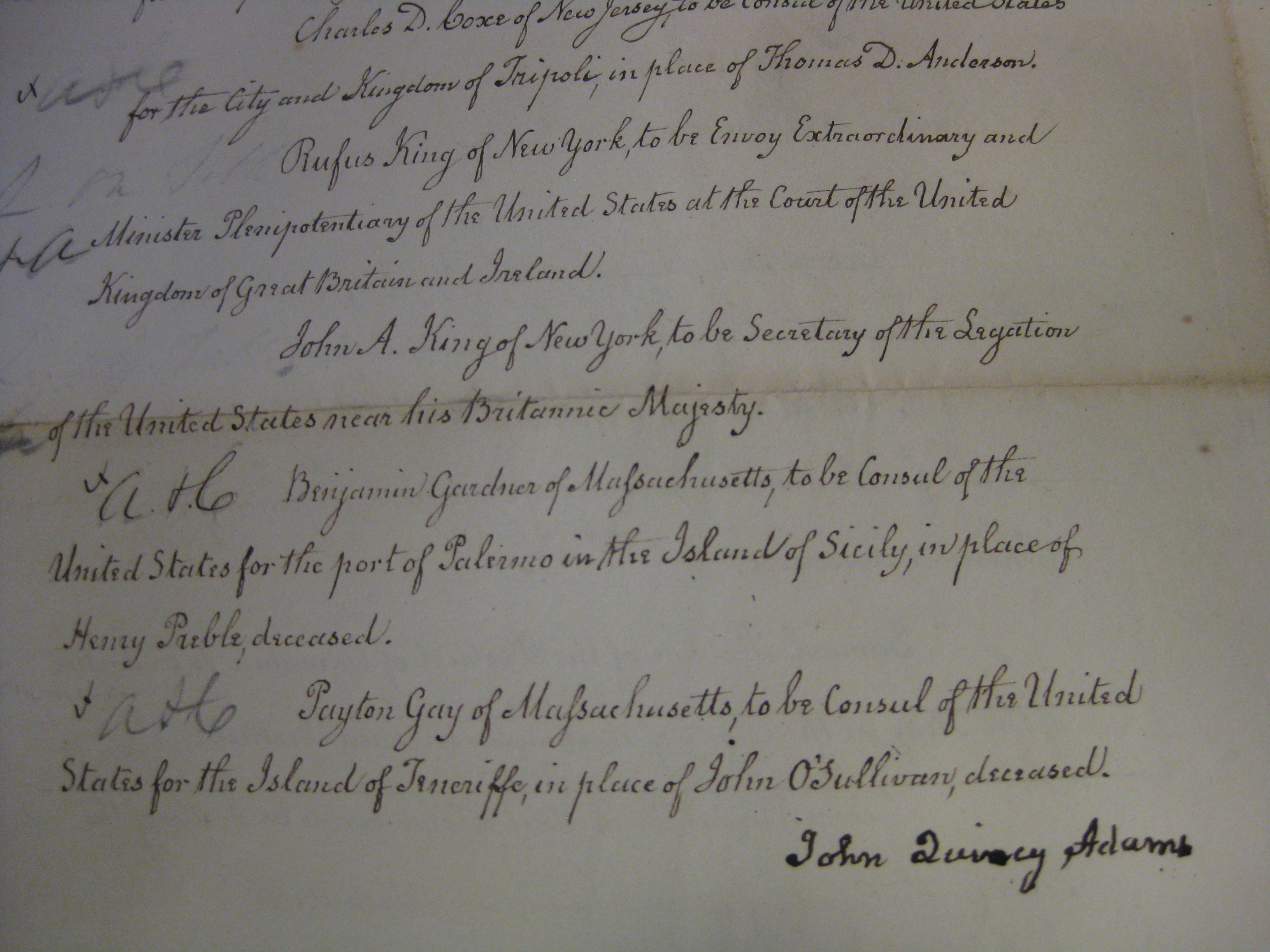
El nombramiento de King como Ministro al Reino Unido (1825)

King desempeño un papel clave como Ministro al Reino Unido desde 1796 hasta 1803 y desde 1825 hasta 1826. Como ministro mantuvo relaciones amables entre los Estados Unidos y el Reino Unido, y logró crear un compromiso sobre la aprobación del Tratado de Jay. Como ministro, King se oponía enérgicamente a la inmigración irlandesa potencial que provenía de la Rebelión irlandesa de 1798.

### Actividad contra la esclavitud

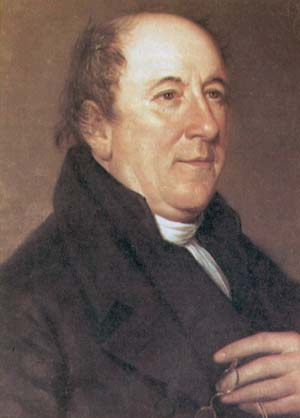
Retrato al óleo de King de Charles Willson Peale (1818)

King tenía una historia larga de oponerse a la expansión de esclavitud, una opinión moral que coincidía con buena política en Nueva Inglaterra. Mientras en Congreso, logró añadir modificaciones a la Ordenanza Noroeste de 1787 que prohibieron la extensión de esclavitud en ese territorio. Pero también dijo que estaba dispuesto a "soportar la continuación de esclavos hasta que se puedan emancipar paulatinamente en estados ya sobrecargados de ellos." En 1817, apoyó la acción del Senado para abolir la trata de esclavos nacional y, en 1819, defendió enérgicamente la modificación contra la esclavitud en el proyecto de ley para admitir a Misuri a la unión.